# Monumento de las Pioneras de los Derechos de las Mujeres
El Monumento de las pioneras de los derechos de las mujeres (en inglés: Women's Rights Pioneers Monument) es una escultura de Meredith Bergmann. Se instaló en Central Park, Manhattan, Nueva York, el 26 de agosto, en el Día de la Igualdad de la Mujer, de 2020. El lugar exacto de la escultura es la esquina noroeste de la parte del Literary Walk (El paseo literario) de The Mall, el camino peatonal más ancho de Central Park, que se extiende desde la calle 66 hasta la calle 72. La escultura conmemora y representa a las Sojourner Truth (c. 1797-1883), Susan B. Anthony (1820-1906), y Elizabeth Cady Stanton (1815-1902), que fueron pioneras en la batalla por el derecho al voto de las mujeres y en el movimiento más amplio de los derechos de las mujeres.
Es la primera escultura en Central Park que representa a mujeres históricas, puesto que de las 23 estatuas instaladas, la única otra figura femenina representada en solitario en el parque es una estatua del personaje ficticio Alicia en el país de las maravillas. Los planes originales para el monumento incluían solo a Stanton y Anthony, pero después de que los críticos plantearon objeciones a la falta de inclusión de mujeres de color, Truth fue añadida al diseño.

## Historia
Desde 2013 la campaña Statue Fund/Monumental Women trató con el Ayuntamiento de la Ciudad de Nueva York para «romper el techo de bronce» en el Central Park para crear la primera estatua de mujeres reales en los 165 años de historia del parque.
Monumental Women recaudó 1.5 millones de dólares de fondos, en su mayoría privados, para pagar la estatua, incluidas las contribuciones de fundaciones, empresas y más de 1000 donaciones individuales. La campaña de la estatua dependió de las donaciones privadas. Varias tropas de las niñas scout de Girl Scouts of Greater New York han donado el dinero de sus ventas de galletas al fondo, y éste ha recibido una subvención de 500 000 USD de New York Life.
La iniciativa contó con el apoyo de numerosos funcionarios electos, incluida la presidenta del distrito de Manhattan, Gale Brewer, todos los miembros del grupo de mujeres del Consejo de la Ciudad de Nueva York, las congresistas, los senadores estadounidenses, así como historiadores, fundaciones y otros.
El Monumento a las Pioneras de los Derechos de las Mujeres fue creado por la escultora Meredith Bergmann, quien en julio de 2018 fue elegida entre 91 artistas que se presentaron a la comisión para crear la estatua.
La Comisión de Diseño Público de la ciudad de Nueva York aprobó el diseño de la estatua de Bergmann el 21 de octubre de 2019. La escultura se inauguró en el Central Park el 26 de agosto de 2020, fecha en la que se conmemora como el Día de la Igualdad de la Mujer y, para conmemorar especialmente, el centenario de la aprobación de la 19.a Enmienda, que concedió a las mujeres el derecho al voto en todo el país.|

## Diseño y proceso de las estatuas
En 1995 la artista Meredith Bergmann estaba trabajando en una película ambientada en Central Park y notó que «no había esculturas de mujeres reales notables y con logros». y 23 años después fue la escultora que recibió el encargo del diseño elegido para homenajear a las mujeres del movimiento sufragista en Central Park.
La convocatoria de escultores incluyó una Solicitud de Cualificaciones y una Solicitud de Propuestas, en la que Monumental Women invitó a las escultoras a presentar ilustraciones de trabajos anteriores, curriculum vitae y su enfoque del diseño del monumento en forma de boceto, texto o ambos. Se presentaron 91 artistas de todo el país. Las candidaturas fueron revisadas en un proceso de selección a ciegas por un jurado diverso compuesto por profesionales del arte y el diseño, historiadores y representantes del Departamento de Parques de la ciudad de Nueva York y de Monumental Women. Se solicitó a cuatro finalistas cualificados a presentar modelos para el monumento y Bergmann finalmente recibió el encargo. El concurso fue coordinado y gestionado por el estudio de arquitectura Beyer Blinder Belle Architects & Planners LLP.
La estatua representa a Sojourner Truth hablando, a Susan B. Anthony organizando y a Elizabeth Cady Stanton escribiendo, «tres elementos esenciales del activismo», en la visión de Bergmann. Bergmann investigó exhaustivamente a las mujeres, estudiando minuciosamente cada foto y descripción que pudo encontrar para retratar con precisión no solo sus características físicas, sino también sus personalidades. Consideró como importante que un monumento a ellas fuera «más grande que la vida» para reflejar el gran impacto que tuvieron en la historia. Bergmann trabajó en un calendario muy ajustado para completar la estatua a tiempo para la inauguración el 26 de agosto de 2020, la mayor rapidez con la que ha completado una obra de esta envergadura. Luego de recibir la aprobación de su diseño de la Comisión de Diseño Público de la ciudad de Nueva York en octubre de 2019, Bergmann comenzó inmediatamente a crear figuras de arcilla de 3 metros de altura. El resto del proceso, que incluyó la fabricación de moldes, los vaciados, el vertido del bronce fundido, los retoques finales y la pátina, llevó casi todo el tiempo restante hasta la inauguración programada para el 26 de agosto de 2020.
La escultura se instaló en Central Park el 25 de agosto de 2020, para conmemorar el centenario de la aprobación de la 19.a Enmienda, que concedió a las mujeres estadounidenses el derecho al voto.

## Controversias
La campaña de Statue Fund / Monumental Women ha soportado críticas durante el proceso de aprobación de la estatua de Bergmann. El diseño inicial de la estatua presentaba a Susan B. Anthony y Elizabeth Cady Stanton sosteniendo un pergamino con los nombres de otras 22 sufragistas. Esto fue criticado por marginar a estas otras 22 activistas (siete de los cuales eran mujeres de color) y reducirlas a una mera nota a pie de página. En la segunda maqueta de la estatua, el pergamino se eliminó por completo, dejando solo a Stanton y Anthony. Esta versión de la estatua fue aprobada por unanimidad por la Comisión de Diseño Público de la Ciudad de Nueva York.
La Comisión emitió en su mayoría críticas con respecto a los elementos artísticos de la estatua, pero concluyó sus declaraciones diciendo: «(...) la Comisión da su aprobación condicionada al entendimiento de que, aparte de la estatua de Elizabeth Cady Stanton y Susan B. Anthony, el solicitante trabajará para identificar formas significativas de reconocer y conmemorar a las mujeres de color que desempeñaron un papel activo en el Movimiento por el Sufragio Femenino». Sin embargo, el monumento comenzó a recibir críticas públicas por su falta de representación de mujeres de color. Esto parecía un problema especialmente grave dado que las protagonistas de la estatua, Elizabeth Cady Stanton y Susan B. Anthony, eran coeditoras de los primeros volúmenes de The History of Woman Suffrage (La historia del sufragio femenino), una historia en seis partes del movimiento por el sufragio femenino que, según afirman algunos académicos y periodistas, omitió en gran medida las contribuciones de las mujeres negras. Esta crítica se hizo a pesar de una búsqueda de palabras en los primeros tres volúmenes de The History of Woman Suffrage y encontró que las sufragistas afroamericanas se mencionaron al menos 85 veces, a menudo con muchos detalles y citas directas. Sojourner Truth se menciona más de 50 veces, Frances Harper 16 veces, Mary Ann Shadd Cary, cuatro veces. La historiadora Rosalyn Terborg-Penn dijo que utilizó The History of Woman Suffrage y el periódico de Stanton y Anthony, The Revolution, para ayudar a identificar a las sufragistas afroamericanas.
A raíz de las críticas públicas, la estatua fue rediseñada nuevamente, esta vez con tres figuras: Anthony, Stanton y Sojourner Truth. Truth, un abolicionista, sufragista y activista afroamericana, estuvo activa en la misma época que Anthony y Stanton. Muchas personas están satisfechas con la inclusión de Truth como representación de las mujeres de color en el movimiento sufragista. Sin embargo, Truth es más famosa por su discurso de 1851 «¿Acaso no soy una mujer?» y Monumental Women mencionó este discurso como una de las razones de su fama. Existen varias versiones, como las que se proporcionan en The Sojourner Truth Project y la más reproducida retrata a Truth usando un dialecto sureño de esclavos poco probable para una neoyorquina. Fue escrito por Frances Dana Barker Gage, casi doce años después de que se pronunció el discurso, y la estatua no especifica ninguna versión.